# Cité de Fremantle
Pour les articles homonymes, voir Fremantle (homonymie).
La Cité de Fremantle (City of Fremantle en anglais) est une zone d'administration locale, située dans la banlieue de Perth, en Australie-Occidentale, à environ 19 kilomètres au sud-est du centre-ville. 
La zone est divisée en plusieurs localités:
- Beaconsfield
- Fremantle
- Hilton
- Fremantle Nord
- O'Connor
- Samson
- Fremantle Sud
- White Gum Valley

La zone a 12 conseillers locaux et est découpée en 6 circonscriptions qui élisent chacune 2 conseillers:
- North Ward
- Hilton Ward
- South Ward
- Beaconsfield Ward
- City Ward
- East Ward